# はるまついぶき
『はるまついぶき』は、日本のバンド・Bank Bandの2作目の配信限定シングル。2007年9月1日にトイズファクトリーより発売された。

## 概要
Bank Bandにとって2作目となるオリジナル楽曲。初のオリジナル曲「to U」はSalyuとのデュエットであるため 、オリジナル曲で櫻井和寿が単独で歌唱する楽曲は本作が初となる。
本作の売上金の一部は、ap bankを通じて野外音楽フェスティバル『ap bank fes '07』の開催日（2007年7月16日）と同日に発生した新潟県中越沖地震の義捐金に充てられる。出来るだけ早くリリースするために配信限定という形がとられた。

## 収録曲
1. はるまついぶき [5:26]
  - 作詞：櫻井和寿 / 作曲・プロデュース：小林武史 / 編曲：Bank Band

松竹配給映画『ミッドナイト・イーグル』主題歌[1]。
Nestlé「KitKat」CMソング[3]。
当時Mr.Childrenとして映画のタイアップが決まっていた[注 2]ため、櫻井が歌詞を書き別のシンガーが歌う予定だったという[4]。歌詞も当初は映画に寄せたものであった[5]が、新潟県中越沖地震をきっかけに書き直され、そのうえでBank Bandとして櫻井が歌うことになった[4]。櫻井は「雪に覆われた春を待つ息吹のように、再生を待っている人たち、また、その人たちを遠くから想っている人たちに、この歌が届いていくことを願ってます」とコメントしている[6]。
ミュージック・ビデオが制作されている[7]。クリエイティブ・ディレクターは丹下紘希が[8]、監督は渋江修平が務めた。

## 参加ミュージシャン
- 櫻井和寿：Vocal & Guitar
- 小林武史：Keyboards
- 河村“カースケ”智康：Drums
- TOKIE：Bass
- 高野寛：Guitar
- 山本拓夫：Saxophone
- 四家卯大：Cello
- 沖祥子：Violin
- 伊勢三木子：Violin
- 菊地幹代：Viola
- 四家卯大ストリングス：Strings

## テレビ出演
| 番組名                   | 日付          | 放送局     | 演奏曲         |
| ------------------------ | ------------- | ---------- | -------------- |
| ミュージックステーション | 2007年9月7日  | テレビ朝日 | はるまついぶき |
| 僕らの音楽               | 2008年1月18日 | フジテレビ | MR.LONELY      |
| 僕らの音楽               | 2008年1月18日 | フジテレビ | 遠い叫び       |
| 僕らの音楽               | 2008年1月18日 | フジテレビ | はるまついぶき |
| 音楽の日                 | 2021年3月11日 | TBS        | 花の匂い       |
| 音楽の日                 | 2021年3月11日 | TBS        | はるまついぶき |
| 音楽の日                 | 2021年3月11日 | TBS        | to U           |
| 音楽の日                 | 2021年3月11日 | TBS        | forgive        |

## ライブ映像作品
| 曲名           | 作品名                         |
| -------------- | ------------------------------ |
| はるまついぶき | ap bank fes '08                |
| はるまついぶき | ap bank fes '11 Fund for Japan |

## 収録アルバム
- 『沿志奏逢2』
- 『沿志奏逢4』